# Chùa Pothiwong
Chùa Pothiwong (tiếng Khmer: វត្តពោធិវង្ស), tên chính thức Bodhivangsa Pathi Vong Wat, là một trong hai ngôi chùa Khmer thuộc hệ phái Phật giáo Nam tông tại Thành phố Hồ Chí Minh. Tọa lạc tại số 21/2 đường Bùi Thế Mỹ, phường 10, quận Tân Bình, chùa Pothiwong cùng với chùa Chùa Chantarangsay được xem là di sản kiến trúc tiêu biểu của cộng đồng người Khmer khu vực Thành phố Hồ Chí Minh.

## Lịch sử
Chùa được Hòa thượng Thạch Âm (pháp danh: Samdach Preah Maha Ghosananda) thành lập năm 1960 trên khu đất rộng 470 m² với tên gọi ban đầu Onteskosey. Chùa cùng với Chùa Chantarangsay là hai ngôi chùa hiếm hoi của người Khmer ở Thành phố Hồ Chí Minh được thành lập để phục vụ nhóm người Khmer tránh chiến tranh tại khu vực Sài Gòn – Gia Định.
Sau năm 1975, việc Hòa thượng sáng lập di cư ra nước ngoài khiến chùa rơi vào cảnh bị bỏ hoang. Giai đoạn 1975–1993, Hòa thượng Giới Nghiêm thuộc hệ phái Phật giáo Nam tông người Việt tiếp quản và bảo tồn Tam Bảo.
Năm 1993, Hòa thượng Lâm Ym được thỉnh về trụ trì và đổi tên chùa thành Pothiwong dưới sự chứng minh của Hòa thượng Giới Nghiêm. Từ năm 2001, Đại đức Tăng Ngọc An tiến hành đợt trùng tu lớn với kinh phí 18 tỷ đồng từ sự đóng góp của tăng ni, Phật tử. Công trình hoàn thành năm 2018 với lễ Kiết giới sây ma (khánh thành) được tổ chức trọng thể.

## Kiến trúc
Với việc hiện tại diện tích của chùa bị mất mát còn rất nhỏ: từ 470 m² ban đầu xuống 120 m² hiện tại. Chùa áp dụng giải pháp kiến trúc đa tầng để thích ứng với diện tích 120 m²:
- Tầng 1: Nhà tăng xá, bếp, thư viện chứa 3.000 đầu sách tiếng Khmer và Pali
- Tầng 2: Chánh điện (14×8 m) theo mô thức "Tam thế phật điện", mặt tiền có hai cửa đối xứng. Đỉnh mái ba tầng trang trí bảo tháp năm tầng tượng trưng núi Tu-di, phía trên là cây phướn biểu thị sự vĩnh hằng của Phật pháp.

Hệ thống tượng thờ kết hợp phong cách Khmer và ảnh hưởng Việt – Hoa:
- Tượng Thích Ca Mâu Ni ngồi trên ngai sư tử (cao 2.5 m)
- Tượng Phật đản sinh đứng trên rắn thần Naga (mô phỏng từ mẫu Thái Lan)
- Phù điêu "Riem-ke" kết hợp hoa văn Angkor và dây leo Việt Nam

Vật liệu xây dựng chủ yếu là bê tông cốt thép kết hợp gỗ quý (cẩm lai, gõ đỏ), trong khi hệ thống cửa vòm sử dụng kính màu nhập từ Thái Lan.

## Hoạt động

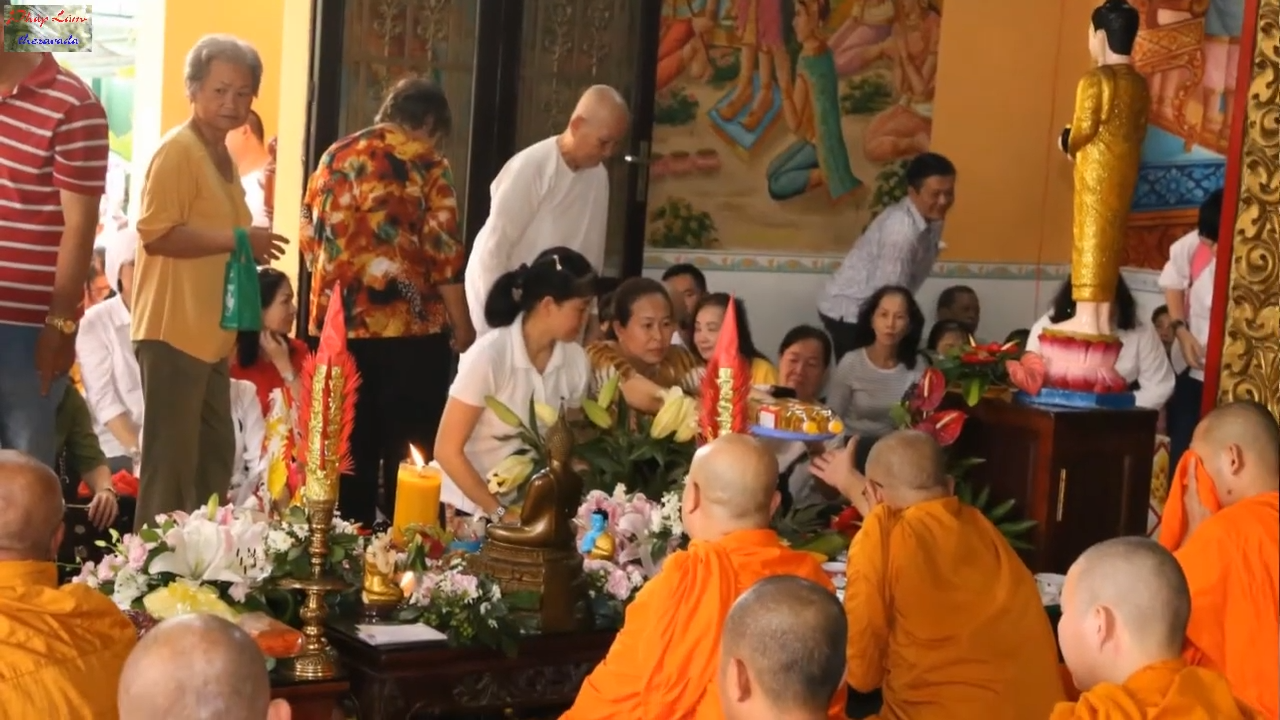
Lễ Sene Dolta tại chùa Pothiwong.

Dù 80% dân cư quanh chùa là người Việt, nơi đây thu hút khoảng 500 Phật tử tham gia sinh hoạt thường xuyên. Chùa thực hiện nhiều hoạt động bảo tồn:
- Lễ Sen Dolta: Tổ chức hàng năm vào tháng 8–9 âm lịch, cúng ông bà và tri ân tổ tiên.[6]
- Giáo dục: Lớp học tiếng Pali dịp hè, thư viện 3.000 đầu sách, triển lãm ảnh di sản chùa Khmer.[7]
- Xuất gia tỳ kheo: Năm 2019, chùa tổ chức lễ xuất gia đầu tiên cho bốn vị sư Khmer.[1]

## Sư trụ trì
- Trụ trì Khai sơn: Hòa thượng Thạch Âm
- Hòa thượng Giới Nghiêm
- Hòa thượng Lâm Ym
- Đại đức Danh Giảng (quyền trụ trì)
- Hòa thượng Tăng Ngọc An.